# Andrew Speedy
Andrew Speedy est un personnage secondaire du Tour du monde en quatre-vingts jours de Jules Verne.

## Caractéristiques du personnage
Propriétaire et capitaine du steamer L'Henrietta, Andrew Speedy est un vieux loup de mer, âgé de cinquante ans, un homme pas très commode, bougonnant sans cesse, de gros yeux, un teint hâlé qui vire au cuivre oxydé, des cheveux rouges et un cou de taureau.
La première entrevue entre Speedy et Phileas Fogg montre bien le caractère du capitaine. L'Henrietta est à destination de Bordeaux, et lorsque le gentleman demande à être conduit à Liverpool, il n'en est pas question. Peut-il prendre des passagers à bord ? « Pas de passagers. Jamais de passagers. Marchandise encombrante et raisonnante ». Finalement, Fogg décide de jouer plus finement. Il accepte que le navire le conduise à Bordeaux et offre au capitaine deux mille dollars par personne s'il veut les prendre. Ce dernier, calculant que les passagers sont au nombre de quatre, se laisse tenter. 
Durant les premières heures de navigation, Fogg manœuvre si bien auprès de l'équipage de l'Henrietta à coup de bank-notes que, le lendemain, il a pris le commandement du navire. Andrew Speedy est enfermé à fond de cale. Désormais, le steamer se dirige vers Liverpool à toute vapeur. Mais très vite, le combustible vient à manquer. Fogg décide de jouer le tout pour le tout. Il fait libérer Speedy et lui propose de lui acheter son bateau, en l'avertissant qu'il va le brûler. La face de ce dernier se congestionne jusqu'à ce que le voyageur lui en propose soixante mille dollars, tout en lui restituant la coque à l'arrivée. Cette offre le rend tout à fait compréhensif au projet de Fogg.

## Citation
« Le capitaine Speedy commença à se gratter le front, comme s'il eût voulu en arracher l'épiderme. Huit mille dollars à gagner, sans modifier son voyage, cela valait bien la peine qu'il mît de côté son antipathie prononcée pour toute espèce de passager. Des passagers à deux mille dollars, d'ailleurs, ce ne sont plus des passagers, c'est de la marchandise précieuse ».

## Cinéma
- Jack Oakie interprète le personnage dans le film de Michael Anderson de 1956.
- Pernell Roberts reprend le rôle dans la mini-série réalisée par Buzz Kulik en 1989.